# Westerbach (Nidda)
Der Westerbach ist ein knapp elf Kilometer langer, orografisch rechter und geografisch nördlicher Nebenfluss der Nidda in Hessen.

## Geographie

### Verlauf

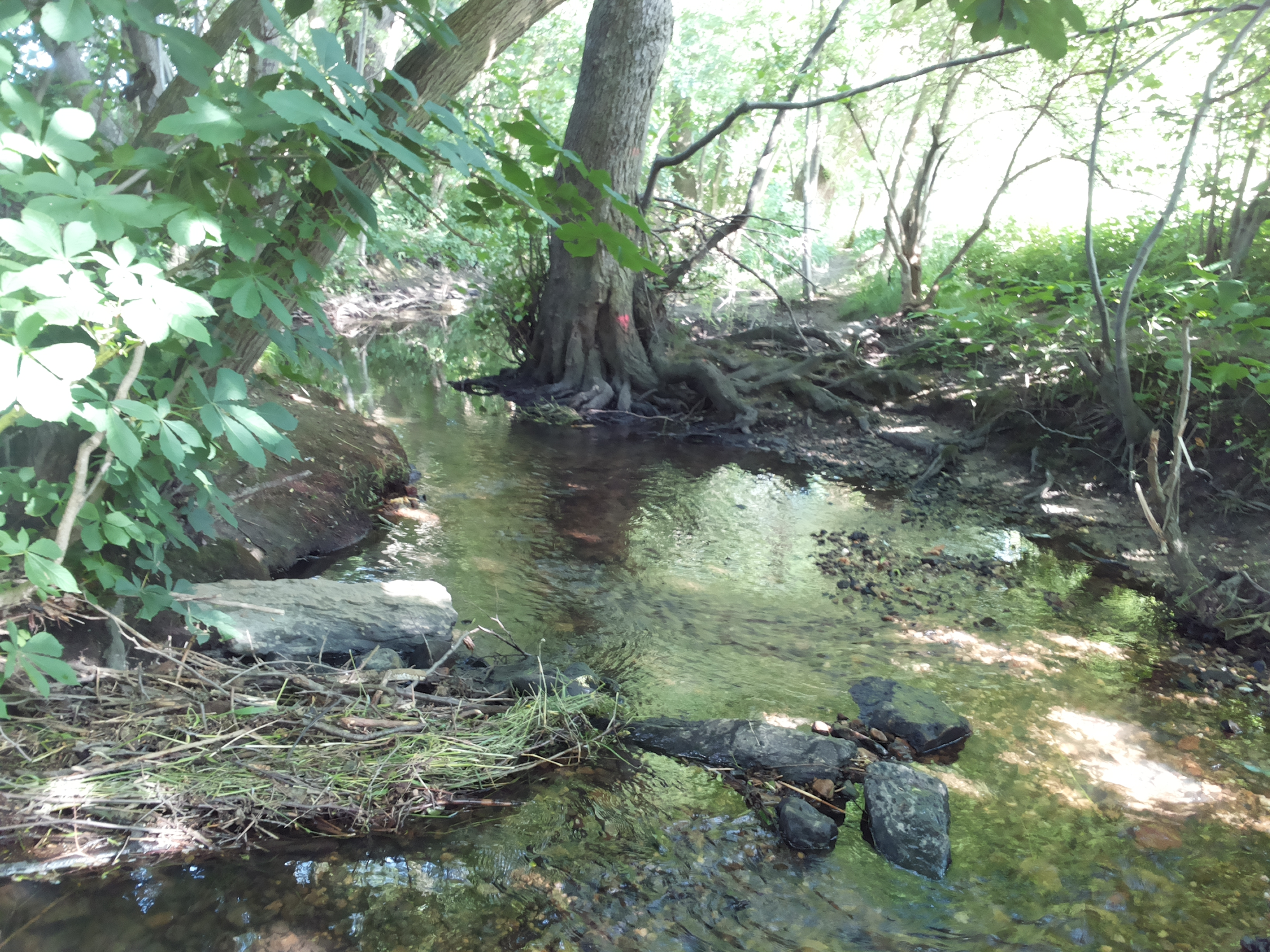
Der Westerbach in Eschborn

Der Westerbach entsteht etwas nördlich des Bahnhofs der Stadt Kronberg im Taunus (Im Wiesenthal/Ludwig-Sauer-Straße) aus dem Zusammenfluss des Winkelbaches mit dem Schönberger Bach. Manche sehen den Schönberger Bach nur als einen Nebennamen des Westerbaches an.
Der Westerbach durchquert zunächst in südöstlicher Richtung Kronberg. Nördlich von Eschborn-Niederhöchstadt wird er vom Hohwiesenbach (auch Waldwiesenbach genannt) gespeist. Danach durchfließt der Westerbach den Stadtteil Niederhöchstadt und die Eschborner Kernstadt sowie anschließend den Frankfurter Stadtteil Sossenheim, um schließlich in Frankfurt-Rödelheim in die Nidda einzumünden.

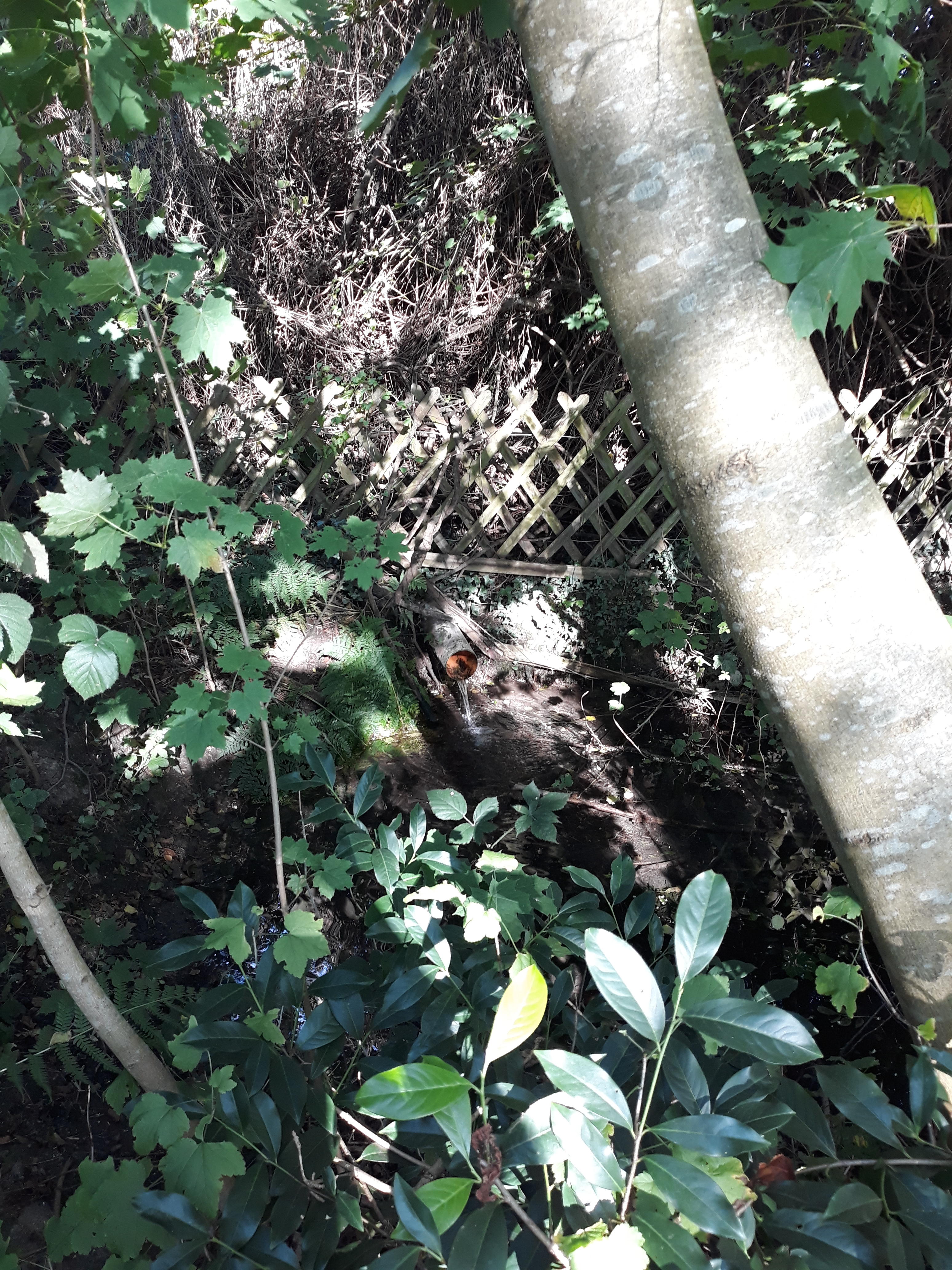
Quellzufluss Niederhöchstadt Eichwiesen

### Zuflüsse
- Schönberger Bach (linker Quellbach), 1,8 km
- Winkelbach, 2,6 km
- Hohwiesenbach (links), 3,4 km

### Flusssystem Nidda
- Fließgewässer im Flusssystem Nidda

## Charakter und Daten
Der obere Westerbach ist ein grobmaterialreicher silikatischer Mittelgebirgsbach, und der untere Westerbach ist ein feinmaterialreicher, karbonatischer Mittelgebirgsbach.
Das Einzugsgebiet des Westerbaches beträgt 31,42 km².
Abflussmenge
Der Westerbach weist folgende mittlere Abflussmengen (MQ) auf:
- Oberer Westerbach: 80,6 l/s
- Unterer Westerbach: 260,9 l/s

Gewässerstruktur
Zwischen Kronberg und Eschborn Mitte ist der Westerbach weitgehend unbegradigt. Er durchfließt die Naherholungsgebiete Freizeitpark Kirchwiesen (zwischen Kronberg und Niederhöchstadt) und Freizeitpark Oberwiesen (zwischen Niederhöchstadt und Eschborn); in Niederhöchstadt fließt er nördlich am alten Ortskern vorbei. In Eschborn ist der Westerbach kanalisiert, ab dem Eschenplatz bis zum Freizeitpark Unterwiesen vollständig überbaut.
Gewässergüte
Der obere Westerbach hat einen Saprobie-Index von 2 (guter ökologischer Zustand), sein Versauerungs-Index sowie sein Fauna-Index werden mit 1 (sehr guter ökologischer Zustand) bewertet.

## Mühlen
Am Lauf des Westerbachs gab es in Niederhöchstadt bis 1856 eine Wassermühle. Eine weitere Mühle existierte in Eschborn, die jedoch wegen der Wasserknappheit des Westerbachs ebenfalls im 19. Jahrhundert die Arbeit einstellte. Die Gebäude in Niederhöchstadt existieren nicht mehr, in Eschborn werden die Gebäude seit den 2020er-Jahren saniert.